# Processo di Craiova del 1936
Il Processo di Craiova (in rumeno: Procesul de la Craiova) è stato un processo politico tenutosi nel 1936 nell'omonima città, verso alcuni membri del Partito Comunista Rumeno, durante la repressione dei comunisti nel Regno di Romania.

## Antefatti

### Arresti

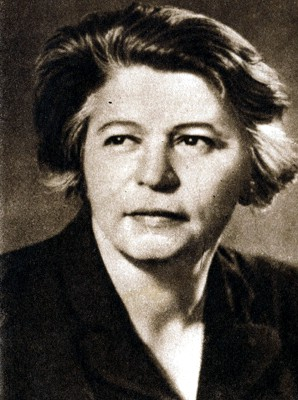
Fotografia di Ana Pauker

Durante la notte del 12 luglio 1935, la polizia arrestò Ana Pauker, leader del Partito Comunista Rumeno, Șmil Marcovici e Dimitrie Ganev, anche loro membri del Partito Comunista. Altri 14 comunisti furono arrestati nel luglio dello stesso anno, durante una riunione dell'Unione della Gioventù Comunista. Questi includevano Andor Bernat, Vilma Kajesco, Donca Simo, Ladislau Adi, Bruc Samoil, Herbach Iancs, Schoen Ernest, Csazsar Stefan, Ana Csazsar, Naghy Stefan, Alexandru Moghioroș, Liuba Chișinevschi, Grimberg Leizer e Alexandru Drăghici.

### Accuse
Le principali accuse mosse dal procuratore militare colonnello Popescu-Cetate contro gli imputati furono "attività contro lo Stato rumeno" e "disturbo della pace".

## Processo
Il processo sarebbe dovuto iniziare a Bucarest il 5 giugno 1936. Grandi manifestazioni comuniste vennero però organizzate davanti al Consiglio di Guerra a Bucarest e, in alcuni casi, i soldati spararono colpi di avvertimento per calmare la folla. A causa di ciò, le autorità decisero di tenere il processo all'interno di una caserma, situata a 7 km da Craiova, una città con poco movimento antifascista e lo stesso luogo in cui le persone coinvolte nello sciopero di Grivia del 1933 furono condannate al processo di Craiova del 1934.
Il treno che trasportava l'imputata a Craiova venne difeso da un centinaio di gendarmi. La caserma era circondata da tutti i gendarmi del distretto di Dolj, mentre il cancello della caserma era difeso da mitragliatrici. L'accesso alla sala era consentito solo agli ufficiali e agli agenti segreti della Siguranță, mentre ai giornalisti era consentito solo se avrebbero descritto i dibattiti "in modo ragionevole".

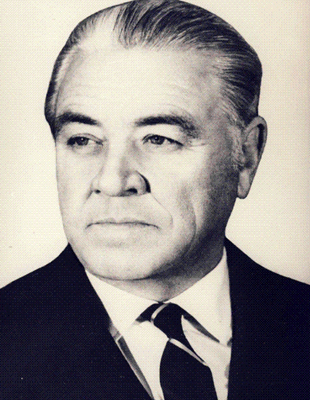
L'avvocato Ion Gheorghe Maurer

Gli imputati erano accompagnati da una squadra di 20 avvocati di Bucarest guidati da Lucrețiu Pătrășcanu e Ion Gheorghe Maurer. Pătrășcanu fu tuttavia costretto a lasciare il tribunale, poiché nel frattempo era stato sospeso dall'Ordine degli avvocati di Bucarest a causa del suo coinvolgimento nello sciopero di Grivia. Sette avvocati stranieri assistettero il team di avvocati locali e contribuirono a far conoscere il processo a livello europeo.
I media e la società rumena seguirono il processo, ci furono anche scontri tra i comunisti, che avevano organizzato manifestazioni per la liberazione di Ana Pauker e gli studenti della Guardia di Ferro, che avevano bruciato i giornali Adevărul e Dimineața, che vedevano come "stracci comunisti".
Gli avvocati cercarono di sostenere la tesi secondo cui gli imputati non erano contro lo Stato rumeno, ma solo contro il modo in cui era organizzato il paese. Sostennero anche che le idee si dovrebbero combattere con le parole, non attraverso il sistema giudiziario.

## Sentenza
I tre membri del Partito Comunista, tra cui Ana Pauker, furono giudicati colpevoli e furono condannati a 20 anni di reclusione e a una multa di 100000 lei. Gli altri comunisti ricevettero dai 5 ai 9 anni di carcere. Le pene ammontarono in totale a 155 anni di carcere e 5 milioni di lei di multe.